# Alban (Wisconsin)
Alban – miasto w Stanach Zjednoczonych, w stanie Wisconsin, w hrabstwie Portage.